# Humajma Saghira
Humajma Saghira (arab. حميمة صغيرة) – wieś w Syrii, w muhafazie Aleppo. W 2004 roku liczyła 1295 mieszkańców.